# Істророманська мова
Істророманська мова(ISO 639-3: IST ) - західно-італійська мова, як збереглася сьогодні тільки в районі міст Воднян і Ровіньте в Істрії, Хорватія. За підрахунками, мова має лише кілька десятків активних носіїв і близько 300 людей, які її розуміють і можуть частково користуватися нею. 

## Особливості мови
Істророманська мова належить до італійсько-далматинської підгрупи з італійською та чотирма іншими мовами.

Романські мови в Європі 20 століття. Істророманська позначена двома крапками під номером 16.

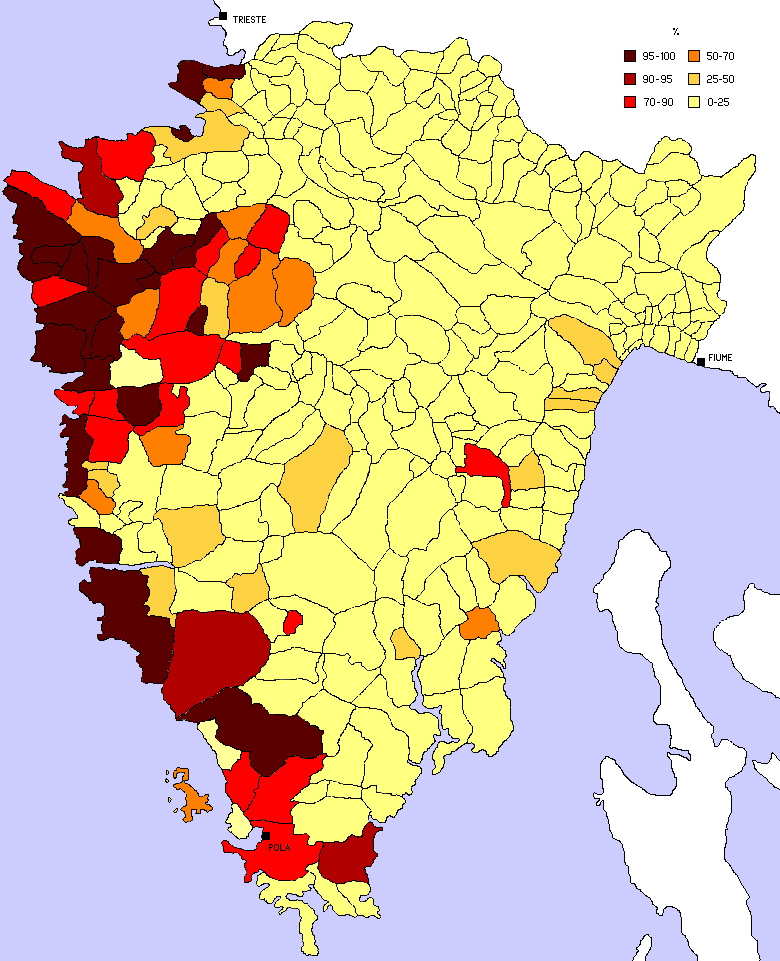
Австрійський перепис 1910 року класифікує істріотів як італійців і показує більшість населення червоним кольором. Райони Істрії починаються на південь від Лімської протоки

Істороманська мова належить до групи довенеційських автохтонних романських діалектів півострова Істрія, що утворює мовний осередок на півдні Істрії. Істророманська походить безпосередньо від середньовічної латинської мови.  У минулому мова була  поширена, а сьогодні нею говорять в основному літні жителі всього шести міст - Ровінь, Воднян, Фажани, Галіжани, Балі і Щишан. Існує кілька словників істророманських діалектів та літературних творів; Лігіо Заніні і Джусто Курто писали в Ровіні, Лоредана Боглюн у Водняні, Роміна Флоріс на Балі.  
Істророманська мова зберегла багато характерних рис, таких як продовжене о, де венеційське - е ( ла-лато - молоко; ла-карно - м'ясо; семпро - завжди), і унікальна форма для 1-ї та 2-ї особи у майбутньому часі та в умовному ( magnarè - я буду, ти будеш; magnaràvi - я б їв, ти їв би). 
З істророманською мовою пов'язані воднянські високі баси, спів у два голоси, найнижчий рівень місцевих народних пісень. 
З метою збереження та популяризації організовано Фестиваль істророманського діалекту, який проводиться щороку з 2013 року.  

## Порівняння словникового запасу
Таблиця взаємозв'язку істророманського словника з латиною та близькими романськими мовами:
| Істрійський | Італійська      | Латинська                               | Венеційський  | Бізіакко    | Хорватська |
| ----------- | --------------- | --------------------------------------- | ------------- | ----------- | ---------- |
| тіава       | чіаве           | клава (м)                               | тіава         | тіава       | ключ       |
| новий       | ніч             | ніч (м)                                 | примітка / ні | Примітка    | ніч        |
| cantà       | співати         | співати                                 | кантар        | кантар      | співати    |
| порожниста  | капра           | капра (м)                               | порожниста    | кавра       | шкіри      |
| мову        | мову            | мова (м)                                | мову          | мову        | мову       |
| піасса      | площа           | плато (м)                               | піасса        | піасса      | площа      |
| точка       | міст            | міст (м)                                | понте / понт  | понт        | міст       |
| це          | церква          | еклезія (м)                             | цекса         | цеза        | Церква     |
| впав        | ospedale        | лікарня (м)                             | оспедальний   | оспедальний | лікарні    |
| фурмайо     | формаджо / качо | корпус (м) </br> лат. вульг. формат (м) | форму         | форми       | сир        |